# Regionalfernsehen Oberbayern
Das Regional Fernsehen Oberbayern (RFO) ist ein privater regionaler Fernsehsender in Rosenheim. Er ging aus dem 1987 gegründeten Regionalfernsehen Rosenheim (RFR) hervor. Grund für die Umbenennung war die Erweiterung des Sendegebiets um die Landkreise Traunstein, Berchtesgadener Land, Mühldorf und Altötting. Verbreitet wird das Programm im RTL-Regionalfenster über Kabel, DVB-T und Satellit, gesendet werden Beiträge aus der Region. Der Anbieter finanziert sich über Werbung, Gesellschafter ist unter anderem die Familie Döser, die auch regionale Tageszeitungen und das lokale Radio Charivari betreibt. Der größte Teil des Teams besteht aus Auszubildenden. Neben dem normalen Fernsehprogramm setzt das Regional Fernsehen Oberbayern auch Auftragsproduktionen wie Image-Spots und Werbung um. Im Juni 2013 stieg der Sender bei der Verbreitungsart DVB-T aus Kostengründen aus.

## Programm
Gesendet wird eine Stunde Programm zwischen 10 Uhr und 11 Uhr vormittags (Wiederholung des Vortags) sowie ab 16 Uhr (Wiederholung) bis 6 Uhr morgens. Ab 18 Uhr beginnt das aktuelle Programm, welches sich stündlich wiederholt. Von 18 Uhr bis 18:30 Uhr werden die aktuellen Nachrichten der Region gezeigt. In der zweiten halben Stunde folgt das Regio-Magazin aus den verschiedenen Landkreisen (Rosenheim, Traunstein, Berchtesgadener Land, Mühldorf und Altötting).